# Abigail
Abigail (אביגיל) er et gammelt hebraisk pigenavn som betyder min fader er fryd. Flere personer med navnet Abigail findes i Det Gamle Testamente. Abigail er også navnet på et krater på Venus.
Pr. 1. januar 2009 var der 45 personer med dette navn i Danmark.
Navnet Abigail kan forkortes: "Abby", "Abbey", "Abbi", "Abbie", "Abbeville", "Abi", "Abby" eller "Aby".

## Kendte personer med navnet
- Abigail Adams, gift med USAs præsident John Adams
- Abigail Breslin, amerikansk skuespiller
- Abigail Powers Fillmore, gift med USAs præsident Millard Fillmore
- Abigail Masham, engelsk hofdame
- Abigail "Abby" Wambach, amerikansk professionel fodboldspiller